# Burg, Bitburg-Prüm
Burg là một xã thuộc huyện Bitburg-Prüm, bang Rhineland-Palatinate, Đức. Xã này có dân số 22 người (thời điểm 30/12/2006).
Gần Burg, người ta đã phát hiện ra các hiện vật gồm gốm sứ và các đồng xu ở khu vực trong thời cổ là một khu định cư La Mã. Khu vực này đã được đề cập lần đầu năm 1136 với tên là Borg, năm 1140 với tên là Burge. Đây đã là một trong nông trang sản xuất sữa bò ở huyện Vianden, từ năm 1815 thì thuộc Phổ. Sau thế chiến I, Pháp đã chiếm đóng khu vực này. Từ năm 1947, khu vực này thuộc bang mới thành lập Rheinland-Pfalz.